# Blackburn Cirrus Bombardier
Blackburn Cirrus Bombardier — британский поршневой авиационный двигатель воздушного охлаждения, разработанный и производившийся в середине 1950-х годов компанией Blackburn Aircraft. Единственная серийная модель компании, оснащённая системой непосредственного впрыска топлива.

## Модификации
Cirrus Bombardier 203
военная версия, 203 л.с. (151 кВт).
Cirrus Bombardier 702
гражданская версия, 180 л.с. (134 кВт).
Cirrus Bombardier 704
вертолётный двигатель

## Применение
Великобритания
- Auster AOP.9
- Cierva W.14 Skeeter IIIB (вертолёт)
- Miles Messenger